# Laureus World Sports Awards/Mannschaft des Jahres
Diese Liste zählt alle Teams auf, die bei den Laureus World Sports Awards als „Mannschaft des Jahres“ nominiert waren. Die Sieger sind farblich hervorgehoben.

## Liste der Sieger und Nominierten
| Jahr | Mannschaft (Land)                                        | Sportart          |
| 2000 | Manchester United                                        | Fußball           |
|      | Australische Rugby-Union-Nationalmannschaft              | Rugby Union       |
|      | Frauen-Fußballnationalmannschaft der Vereinigten Staaten | Fußball           |
| 2001 | Französische Fußballnationalmannschaft                   | Fußball           |
|      | Australische Cricket-Nationalmannschaft                  | Cricket           |
|      | Kamerunische Fußballnationalmannschaft                   | Fußball           |
|      | New York Yankees                                         | Baseball          |
|      | Real Madrid                                              | Fußball           |
| 2002 | Australische Cricket-Nationalmannschaft                  | Cricket           |
|      | FC Bayern München                                        | Fußball           |
|      | Französische Davis-Cup-Mannschaft                        | Tennis            |
|      | Scuderia Ferrari                                         | Formel 1          |
|      | Los Angeles Lakers                                       | Basketball        |
| 2003 | Brasilianische Fußballnationalmannschaft                 | Fußball           |
|      | Kanadische Eishockeynationalmannschaft                   | Eishockey         |
|      | Europäische Ryder-Cup-Mannschaft                         | Golf              |
|      | Scuderia Ferrari                                         | Formel 1          |
|      | Real Madrid                                              | Fußball           |
| 2004 | Englische Rugby-Union-Nationalmannschaft                 | Rugby Union       |
|      | AC Mailand                                               | Fußball           |
|      | Alinghi-Team                                             | Segeln            |
|      | Australische Cricket-Nationalmannschaft                  | Cricket           |
|      | Scuderia Ferrari                                         | Formel 1          |
|      | Deutsche Fußballnationalmannschaft der Frauen            | Fußball           |
| 2005 | Griechische Fußballnationalmannschaft                    | Fußball           |
|      | Argentinische Basketballnationalmannschaft               | Basketball        |
|      | Boston Red Sox                                           | Baseball          |
|      | Europäische Ryder-Cup-Mannschaft                         | Golf              |
|      | FC Porto                                                 | Fußball           |
|      | Scuderia Ferrari                                         | Formel 1          |
| 2006 | Renault F1                                               | Formel 1          |
|      | FC Barcelona                                             | Fußball           |
|      | Kroatische Davis-Cup-Mannschaft                          | Tennis            |
|      | FC Liverpool                                             | Fußball           |
|      | Neuseeländische Rugby-Union-Nationalmannschaft           | Rugby Union       |
|      | San Antonio Spurs                                        | Basketball        |
| 2007 | Italienische Fußballnationalmannschaft                   | Fußball           |
|      | Spanische Basketballnationalmannschaft                   | Basketball        |
|      | Europäische Ryder-Cup-Mannschaft                         | Golf              |
|      | FC Barcelona                                             | Fußball           |
|      | Renault F1                                               | Formel 1          |
|      | Rugby-Union-Nationalmannschaft                           | Rugby Union       |
| 2008 | Südafrikanische Rugby-Union-Nationalmannschaft           | Rugby Union       |
|      | Australische Cricket-Nationalmannschaft                  | Cricket           |
|      | Scuderia Ferrari                                         | Formel 1          |
|      | Deutsche Fußballnationalmannschaft der Frauen            | Fußball           |
|      | Irakische Fußballnationalmannschaft                      | Fußball           |
|      | AC Mailand                                               | Fußball           |
| 2009 | Chinesische Olympiamannschaft                            |                   |
|      | Boston Celtics                                           | Basketball        |
|      | Britische Olympia-Radsportmannschaft                     | Radsport          |
|      | Jamaikanische Olympia-Leichtathletikmannschaft           | Leichtathletik    |
|      | Manchester United                                        | Fußball           |
|      | Spanische Fußballnationalmannschaft                      | Fußball           |
| 2010 | Brawn GP                                                 | Formel 1          |
|      | FC Barcelona                                             | Fußball           |
|      | New York Yankees                                         | Baseball          |
|      | Los Angeles Lakers                                       | Basketball        |
|      | Deutsche Fußballnationalmannschaft der Frauen            | Fußball           |
|      | Südafrikanische Rugby-Union-Nationalmannschaft           | Rugby Union       |
| 2011 | Spanische Fußballnationalmannschaft                      | Fußball           |
|      | Europäische Ryder-Cup-Mannschaft                         | Golf              |
|      | Inter Mailand                                            | Fußball           |
|      | Los Angeles Lakers                                       | Basketball        |
|      | Red Bull Racing                                          | Formel 1          |
|      | Neuseeländische Rugby-Union-Nationalmannschaft           | Rugby Union       |
| 2012 | FC Barcelona                                             | Fußball           |
|      | Dallas Mavericks                                         | Basketball        |
|      | Englische Cricket-Nationalmannschaft                     | Cricket           |
|      | Japanische Fußballnationalmannschaft der Frauen          | Fußball           |
|      | Red Bull Racing                                          | Formel 1          |
|      | Neuseeländische Rugby-Union-Nationalmannschaft           | Rugby Union       |
| 2013 | Europäische Ryder-Cup-Mannschaft                         | Golf              |
|      | Chinesische Olympia-Tischtennismannschaft                | Tischtennis       |
|      | Miami Heat                                               | Basketball        |
|      | Red Bull Racing                                          | Formel 1          |
|      | Spanische Fußballnationalmannschaft                      | Fußball           |
|      | Basketballnationalmannschaft der Vereinigten Staaten     | Basketball        |
| 2014 | FC Bayern München                                        | Fußball           |
|      | Neuseeländische Rugby-Union-Nationalmannschaft           | Rugby Union       |
|      | Brasilianische Fußballnationalmannschaft                 | Fußball           |
|      | Bob Bryan & Mike Bryan                                   | Tennis            |
|      | Miami Heat                                               | Basketball        |
|      | Red Bull Racing                                          | Formel 1          |
| 2015 | Deutsche Fußballnationalmannschaft                       | Fußball           |
|      | Europäische Ryder-Cup-Mannschaft                         | Golf              |
|      | Mercedes AMG F1 Team                                     | Formel 1          |
|      | Real Madrid                                              | Fußball           |
|      | San Antonio Spurs                                        | Basketball        |
|      | Schweizer Davis-Cup-Mannschaft                           | Tennis            |
| 2016 | Neuseeländische Rugby-Union-Nationalmannschaft           | Rugby Union       |
|      | FC Barcelona                                             | Fußball           |
|      | Golden State Warriors                                    | Basketball        |
|      | Britische Davis-Cup-Mannschaft                           | Tennis            |
|      | Mercedes AMG Petronas                                    | Formel 1          |
|      | Frauen-Fußballnationalmannschaft der Vereinigten Staaten | Fußball           |
| 2017 | Chicago Cubs                                             | Baseball          |
|      | Brasilianische Fußballnationalmannschaft                 | Fußball           |
|      | Cleveland Cavaliers                                      | Basketball        |
|      | Mercedes AMG Petronas                                    | Formel 1          |
|      | Portugiesische Fußballnationalmannschaft                 | Fußball           |
|      | Real Madrid                                              | Fußball           |
| 2018 | Mercedes AMG F1 Team                                     | Formel 1          |
|      | Französische Davis-Cup-Mannschaft                        | Tennis            |
|      | Golden State Warriors                                    | Basketball        |
|      | New England Patriots                                     | American Football |
|      | Real Madrid                                              | Fußball           |
|      | Team New Zealand                                         | Segeln            |
| 2019 | Französische Fußballnationalmannschaft                   | Fußball           |
|      | Europäische Ryder-Cup-Mannschaft                         | Golf              |
|      | Golden State Warriors                                    | Basketball        |
|      | Mercedes AMG F1 Team                                     | Formel 1          |
|      | Norwegische Olympiamannschaft 2018                       | Wintersport       |
|      | Real Madrid                                              | Fußball           |
| 2020 | Südafrikanische Rugby-Union-Nationalmannschaft           | Rugby-Union       |
|      | FC Liverpool                                             | Fußball           |
|      | Mercedes AMG F1 Team                                     | Formel 1          |
|      | Spanische Basketballnationalmannschaft                   | Basketball        |
|      | Toronto Raptors                                          | Basketball        |
|      | Frauen-Fußballnationalmannschaft der Vereinigten Staaten | Fußball           |
| 2021 | FC Bayern München                                        | Fußball           |
|      | Argentinische Rugby-Union-Nationalmannschaft             | Rugby-Union       |
|      | FC Liverpool                                             | Fußball           |
|      | Kansas City Chiefs                                       | American Football |
|      | Los Angeles Lakers                                       | Basketball        |
|      | Mercedes AMG F1 Team                                     | Formel 1          |
| 2022 | Italienische Fußballnationalmannschaft                   | Fußball           |
|      | Argentinische Fußballnationalmannschaft                  | Fußball           |
|      | Chinesische Wasserspringer-Nationalmannschaft            | Wasserspringen    |
|      | FC Barcelona (Frauen)                                    | Fußball           |
|      | Mercedes AMG F1 Team                                     | Formel 1          |
|      | Milwaukee Bucks                                          | Basketball        |
| 2023 | Argentinische Fußballnationalmannschaft                  | Fußball           |
|      | Englische Fußballnationalmannschaft der Frauen           | Fußball           |
|      | Französische Rugby-Union-Nationalmannschaft              | Rugby-Union       |
|      | Golden State Warriors                                    | Basketball        |
|      | Real Madrid                                              | Fußball           |
|      | Red Bull Racing                                          | Formel 1          |
| 2024 | Spanische Fußballnationalmannschaft der Frauen           | Fußball           |
|      | Deutsche Basketballnationalmannschaft                    | Basketball        |
|      | Europäische Ryder-Cup-Mannschaft                         | Golf              |
|      | Manchester City                                          | Fußball           |
|      | Red Bull Racing                                          | Formel 1          |
|      | Südafrikanische Rugby-Union-Nationalmannschaft           | Rugby Union       |
| 2025 | Real Madrid                                              | Fußball           |
|      | Boston Celtics                                           | Basketball        |
|      | FC Barcelona (Frauen)                                    | Fußball           |
|      | McLaren Racing                                           | Formel 1          |
|      | Spanische Fußballnationalmannschaft                      | Fußball           |
|      | Basketballnationalmannschaft der Vereinigten Staaten     | Basketball        |

## Häufigste Nominierungen
| 1.  | Europäische Ryder-Cup-Mannschaft               | Golf        | 8× |
|     | Mercedes AMG F1 Team                           | Formel 1    |    |
|     | Real Madrid                                    | Fußball     |    |
| 4.  | Red Bull Racing                                | Formel 1    | 6× |
| 5.  | Scuderia Ferrari                               | Formel 1    | 5× |
|     | Neuseeländische Rugby-Union-Nationalmannschaft | Rugby Union |    |
|     | FC Barcelona                                   | Fußball     |    |
| 8.  | Australische Cricket-Nationalmannschaft        | Cricket     | 4× |
|     | Spanische Fußballnationalmannschaft            | Fußball     |    |
| 10. | Brasilianische Fußballnationalmannschaft       | Fußball     | 3× |
|     | Deutsche Fußballnationalmannschaft der Frauen  | Fußball     |    |
|     | FC Bayern München                              | Fußball     |    |
|     | FC Liverpool                                   | Fußball     |    |
|     | Golden State Warriors                          | Basketball  |    |
|     | Los Angeles Lakers                             | Basketball  |    |